# Oak City (Carolina del Nord)
Oak City è una città degli Stati Uniti d'America situata nella Carolina del Nord, nella Contea di Martin.